# IC 4593
IC 4593 ist ein Planetarischer Nebel im Sternbild Herkules. Das helle Zentrum von IC 4593 hat eine Winkelausdehnung von etwa 17", wobei dieser Planetarische Nebel noch von einem weit lichtschwächeren, mit 120" aber deutlich größeren Halo umgeben ist. In IC 4593 leuchtet ein mit 40.000 K recht heißer Weißer Zwerg, der mit 0,7 Sonnenmassen eine eher durchschnittliche Größe hat. Dieser ionisiert durch seine starke UV-Strahlung die umliegenden Gaswolken und regt sie zum Leuchten an, wobei das typische türkise Licht des doppelt ionisierten Sauerstoffs [O III] in diesem Licht dominiert. IC 4593 ist etwa 9.000 Lichtjahre von der Erde  entfernt.

## Visuelle Beobachtung
IC 4593 ist ein etwas unscheinbarer Planetarischer Nebel und im "Niemandsland" zwischen Herkules, Schlangenträger und Schlange nicht ganz leicht aufzufinden. Am besten, man bewegt sein Teleskop grob in die richtige Richtung und orientiert sich an dem sehr auffälligen, 7,65 mag hellen Doppelstern GSC 0953-0844. IC 4593 befindet sich 11' 10" davon in nordwestlicher Richtung. Bei 100-facher Vergrößerung in mittelgroßen Teleskopen um 10" Öffnung wirkt IC 4593 eher wie ein „nebliges Sternchen“. Erst bei 260-facher Vergrößerung und indirektem Hinsehen erkennt man mit einiger Mühe den sehr schwach leuchtenden, strukturlosen Gasnebel um einen türkisfarbenen Zentralstern herum.